# Sphaerolaimus gracilis
Sphaerolaimus gracilis är en rundmaskart som beskrevs av De Man 1876. Sphaerolaimus gracilis ingår i släktet Sphaerolaimus och familjen Sphaerolaimidae. Arten är reproducerande i Sverige. Inga underarter finns listade i Catalogue of Life.